# Жемчужинское сельское поселение
Уваровское се́льское поселе́ние (укр. Жемчужинське сільське поселення, крымскотат. Чоты кой юрту, Çotı köy yurtu) — муниципальное образование в Нижнегорском районе Республики Крым России, в степном Крыму, в долине реки Биюк-Карасу, граничит с Советским и Белогорским районами.
Административный центр — село Жемчужина.

## История
В советское время был образован Жемчужинский сельский совет.
Сельское поселение образовано в соответствии с законом Республики Крым от 5 июня 2014 года.

## Население
| 2001  | 2014  | 2015  | 2016  | 2017  | 2018  | 2019  |
| ----- | ----- | ----- | ----- | ----- | ----- | ----- |
| 2315  | ↘1752 | ↗1753 | ↗1777 | ↗1783 | ↘1738 | ↗1746 |
| 2020  | 2021  |       |       |       |       |       |
| ↗1760 | ↘1547 |       |       |       |       |       |

## Состав сельского поселения
| № | Населённый пункт | Тип населённого пункта       | Население |
| - | ---------------- | ---------------------------- | --------- |
| 1 | Жемчужина        | село, административный центр | ↘971      |
| 2 | Пены             | село                         | ↘390      |
| 3 | Приречное        | село                         | ↘391      |